# Pierre Valdes
Pierre Valdes sau Vaudès (n. 1140, Lyon, Regatul Franței – d. 1217) a fost un negustor bogat din Franța, care a trăit în secolul al XII-lea.
În această perioadă, în care ierarhia Bisericii Romano-Catolice deținea monopolul cunoașterii în ceea ce privește Biblia, Valdes a finanțat traducerea Evangheliilor și a altor cărți biblice în limba vorbită de oamenii de rând din sud-estul Franței. El a renunțat apoi la afacerile sale și s-a dedicat predicării Evangheliei. În scurt timp i s-au alăturat multe persoane, iar în 1184, papa Lucius al III-lea l-a excomunicat împreună cu cei care i s-au alăturat.
Cu timpul, membrii acestor grupuri de predicatori orientați spre Biblie au devenit cunoscuți drept valdenzi. Aceștia pledau pentru o întoarcere la convingerile și practicile creștinismului timpuriu. Ei respingeau convingerile și practicile catolice tradiționale, printre care se numărau absolvirea de păcate, rugăciunile pentru cei morți, purgatoriul, închinarea la Maria, rugăciunile adresate „sfinților“, botezul pruncilor, adorarea crucifixului și doctrina transsubstanțierii. 
Valdenzii au fost adesea ținta atacurilor crunte din partea puterii publice.
Istoricul american Will Durant descrie situația existentă în timpul campaniei pornite de regele Francisc I al Franței împotriva lor:
„Pretinzând că valdenzii au format o conspirație trădătoare împotriva guvernului, cardinalul de Tournon l-a convins pe regele bolnav și nesigur să semneze un decret, la 1 ianuarie 1545, prin care toți valdenzii care fuseseră găsiți vinovați de erezie trebuiau să fie condamnați la moarte... Într-o săptămână (12–18 aprilie), mai multe sate au fost arse până la temelii; într-unul dintre aceste sate au fost măcelăriți 800 de bărbați, femei și copii; în două luni au fost uciși 3.000 de oameni, 22 de sate au fost șterse de pe fața pământului, 700 de bărbați au fost trimiși la galere. Douăzeci și cinci de femei îngrozite s-au refugiat într-o peșteră, unde au fost asfixiate, deoarece s-a aprins un foc la gura peșterii“.
Iată cum a descris Durant efectul persecuțiilor poruncite de rege asupra celor care au remarcat statornicia valdenzilor: 
„Curajul martirilor a dat demnitate și strălucire cauzei lor; mii de martori oculari au fost în mod sigur impresionați și tulburați, persoane care, dacă n-ar fi văzut aceste execuții înfiorătoare, nu s-ar fi sinchisit, probabil, niciodată să-și schimbe credința pe care o moșteniseră“.
În Italia a apărut concomitent o mișcare asemănătoare inițiată tot de fiul unui negustor bogat, Francisc de Assisi. Acesta nu a ales confruntarea directă cu ierarhia bisericească, ci a inițiat înnoirea spirituală din interior, prin întemeierea ordinelor franciscane.

## Monumente dedicate lui Petrus Valdes
O statuie reprezentându-l pe Petru Valdes a fost dezvelită în anul 1868 la Worms, în Germania, ca parte din ansamblul memorial Martin Luther.